# Erateina nigricaudula
Erateina nigricaudula är en fjärilsart som beskrevs av Paul Dognin 1912. Erateina nigricaudula ingår i släktet Erateina och familjen mätare. Inga underarter finns listade i Catalogue of Life.